# Clube dos 13
Il clube dos 13 (Club dei 13) è l'organizzazione che gestisce gli interessi dei 20 maggiori club calcistici del Brasile. Si occupa della ripartizione dei diritti con le compagnie radiotelevisive e concorre alle decisioni della Federazione calcistica del Brasile riguardo allo svolgimento e alle modalità delle competizioni nazionali. È stato fondato l'11 luglio 1987 dai rappresentanti dei 13 club di maggior tradizione, e si è allargato a 20 membri nel 2007, rendendosi protagonista dell'organizzazione di due competizioni nazionali: la I Copa União e la Copa João Havelange.

## Copa União
Le squadre appartenenti al Clube dos 13 rimasero insoddisfatte dalla CBF, tanto da decidere di organizzare un loro campionato indipendente, a cui parteciparono 16 club: i 13 membri più gli invitati Coritiba, Goiás e Santa Cruz.
Nella prima fase della Copa União, le squadre furono divise in due gruppi di 8 squadre ciascuno; le vincitrici di ciascun gruppo erano qualificate alle semifinali, che prevedevano partite di andata e ritorno. La competizione non fu riconosciuta come ufficiale dalla federazione, che nonostante questo, invitò il club vincitore e quello finalista della Copa União, rispettivamente Flamengo ed Internacional, per giocare contro gli omologhi della competizione organizzata dalla federazione stessa (Sport e Guarani), ma la proposta venne rifiutata, rendendo così impossibile la partecipazione alla Coppa Libertadores 1988 a Flamengo ed Internacional.

## Copa João Havelange
Il Clube dos 13 organizzò la manifestazione, stavolta con l'accordo della CBF. La competizione non previde retrocessioni; dopo il Campeonato Brasileiro Série A 1999, il Gama aveva fatto ricorso, vincendolo, ed evitando quindi la retrocessione, e si rese necessaria l'istituzione di una competizione alternativa.
La prima fase consisteva in diversi gruppi (Módulos) con nomi di colori: Blu (Azul), Giallo (Amarelo), Verde e Bianco (Branco), composti in base alla popolarità e alla tradizione dei 114 club partecipanti. Nella fase finale, i 12 migliori club del Módulo Azul, i 3 del Módulo Amarelo e i vincitori dei Módulos Verde e Branco si guadagnarono l'accesso agli ottavi: alla finale giunsero São Caetano e Vasco da Gama, con quest'ultimo che vinse la competizione, che prese il suo nome dall'ex presidente FIFA João Havelange.

## Membri

### Membri fondatori
| Club             | Stato             |
| ---------------- | ----------------- |
| Atlético Mineiro | Minas Gerais      |
| Bahia            | Bahia             |
| Botafogo         | Rio de Janeiro    |
| Corinthians      | San Paolo         |
| Cruzeiro         | Minas Gerais      |
| Flamengo         | Rio de Janeiro    |
| Fluminense       | Rio de Janeiro    |
| Grêmio           | Rio Grande do Sul |
| Internacional    | Rio Grande do Sul |
| Palmeiras        | San Paolo         |
| Santos           | San Paolo         |
| São Paulo        | San Paolo         |
| Vasco            | Rio de Janeiro    |

### Nuovi membri
| Club                | State      |
| ------------------- | ---------- |
| Atlético Paranaense | Paraná     |
| Coritiba            | Paraná     |
| Goiás               | Goiás      |
| Guarani             | San Paolo  |
| Portuguesa          | San Paolo  |
| Sport Recife        | Pernambuco |
| Vitória             | Bahia      |